# Cañamomo
Los cañamomo son un grupo étnico nativo de Colombia, con una población estimada de unas 25.000 personas. Este grupo étnico profesa en su mayoría la fe animista. 
Viven principalmente en la reserva Resguardo de Cañamomo y Lomaprieta en el departamento de Caldas, Colombia.
- Datos: Q3664046